# Pallavolo agli VIII Giochi del Mediterraneo - Torneo femminile
Il torneo femminile di pallavolo agli VIII Giochi del Mediterraneo si è svolto nel 1979 a Spalato, in Jugoslavia, durante gli VIII Giochi del Mediterraneo. Al torneo hanno partecipato 6 squadre nazionali di stati che si affacciano sul Mar Mediterraneo e la vittoria finale è andata per la prima volta all'Italia.

## Classifica finale
| Classifica | Squadre    |
| ---------- | ---------- |
|            | Italia     |
|            | Jugoslavia |
|            | Francia    |
| 4          | Turchia    |
| 5          | Spagna     |
| 6          | Egitto     |